# J. Bennett Johnston
John Bennett Johnston, Jr. (Shreveport, 10 giugno 1932 – McLean, 25 marzo 2025) è stato un politico statunitense, senatore per lo stato della Louisiana dal 1972 al 1997.

## Biografia
Nato a Shreveport, Johnston frequentò l'accademia militare e fu allievo della Washington and Lee University. Dopo la laurea in legge presso l'Università statale della Louisiana, divenne avvocato e per diversi anni esercitò nel corpo dei JAG. Si sposò con Mary Gunn ed ebbe quattro figli, tra cui Sally, che sposò il politico Tim Roemer.
Entrato in politica con il Partito Democratico, nel 1964 fu eletto all'interno della Camera dei rappresentanti della Louisiana e quattro anni dopo al Senato di stato. Nel 1971 si candidò alla carica di governatore della Louisiana ma fu sconfitto di misura nelle primarie da Edwin Edwards, che risultò poi eletto.
Nel 1972, Johnston si candidò al Senato contro il compagno di partito in carica da trentacinque anni Allen J. Ellender. Durante la campagna elettorale tuttavia Ellender morì e Johnston si aggiudicò agevolmente le primarie, per poi vincere anche le elezioni generali. Tra la morte di Ellender e l'insediamento del successore il seggio del Senato venne occupato provvisoriamente da Elaine Edwards, la moglie del governatore, dietro nomina di quest'ultimo. 
Johnston fu riconfermato dagli elettori per altri tre mandati completi nel 1978, nel 1984 e nel 1990, sconfiggendo in quest'ultima occasione l'avversario repubblicano David Duke, che era stato membro del Ku Klux Klan e che pertanto non aveva ricevuto l'appoggio pubblico di numerosi repubblicani moderati, i quali avevano invitato a votare per Johnston. Nel 1996 annunciò la propria intenzione di lasciare il Congresso al termine del mandato e fu rimpiazzato da Mary Landrieu.
Durante la sua permanenza al Congresso, J. Bennett Johnston si configurò come un democratico di ideologia centrista.
È morto nel marzo del 2025, a 92 anni, per complicazioni da Covid-19.